# Krümmel atomkraftværk
Krümmel atomkraftværk var et atomkraftværk i bydelen Krümmel i kommunen Geesthacht, Kreis Herzogtum Lauenburg i delstaten Slesvig-Holsten nord for Elben og øst for Hamburg, Tyskland. Det blev taget i drift i 1983 og ejes for 50% vedkommende af Vattenfall og for 50% af E.ON. Det havde en bruttoeffekt på 1.401 MW, ved hjælp af en BWR. Men værket var været lukket ned siden juni 2007. Efter Fukushima I-ulykkerne i Japan 11. marts 2011 blev alle atomkraftværker i Tyskland af den tyske Forbundsdag besluttet lukket og nedlagt. Alle partier i Landdagen i Slesvig-Holsten havde stemt for nedlægning af værket kort efter ulykken i Japan. 

## Kontroverser og uheld
Siden 1986 er der fundet et uforholdsmæssigt stort antal tilfælde af leukæmi i området rundt om værket. Skønt Krümmel har været mistænkt, har det ikke været muligt at fastslå en grund til disse tilfælde. Det skal i den forbindelse bemærkes at den latente periode for cancer forårsaget af stråling er omkring 30 år, og værket kom i drift i 1979.
Den 28. juni 2007 opstod der en kortslutning som følge af en brand i en af værkets transformere, sådan at værket måtte lukkes ned.De omkringliggende områder oplevede strøm-afbrud . Rækkefølgen af begivenheder førte til afskedigelse af og tilbagetræden for adskillige Vattenfall Europe AGs ansatte.
I maj 2008 var værket stadig lukket ned, og der var forslag fremme om, at det ikke skulle genåbne.